# 刘海涛 (1938年)
刘海涛（1938年12月—），男，中华人民共和国政治人物。曾任佳木斯市市长、第八届全国人大代表。